# Římskokatolická farnost Horní Moštěnice
Římskokatolická farnost Horní Moštěnice je územním společenstvím římských katolíků v rámci přerovského děkanátu olomoucké arcidiecéze s farním kostelem Nanebevzetí Panny Marie..

## Faráři a administrátoři v Horní Moštěnici
(od roku 1900)
- 1897–1900 František Zlámal
- 1900–1915 Jan Křtitel Láska
- 1916–1923 Ignác Janák
- 1923–1937 Msgre. ThDr. Inocenc Obdržálek
- 1937–1941 František Mokroš
- 1941–1942 Ladislav Staněk (administrátor)
- 1942–1958 Rafael Rosypal
- 1958–2001 František Heger (administrátor)
  - 2001–2004 spravováno z Přerova (děkan Josef Lambor, přerovský farář Pavel Hofírek a další)
- 2004-2008 Kryštof Leon Klat (administrátor)
- 2008-2014 Bedřich Horák (administrátor)
- 2014-2017 Marek Glac (administrátor)
- od 1. 7. 2017 R. D. Mgr. Zdeněk Jiří Pospíšilík

Místní správci mimo to již dlouhou dobu spravují jako excurrendo i některé menší přilehlé farnosti, nejde však o ustálený systém a seznam těchto farností se často mění podle potřeb děkanátu a možností moštěnského kněze. Od roku 2009 se jedná o farnosti Beňov a Stará Ves.